# Antiopha
Antiopha is een geslacht van vlinders van de familie tandvlinders (Notodontidae).

## Soorten
- A. albolinea Schaus, 1906
- A. collaris Schaus, 1901
- A. excelsa Schaus, 1911
- A. gunneri Schaus, 1939
- A. modica Schaus, 1922
- A. multilinea Schaus, 1901